# Emericus Quincken
Emericus Quincken OSB (* 1639 in Schmallenberg; † 18. September 1707) war Abt des Klosters Grafschaft.

## Leben
Emericus Quincken wurde im Jahre 1639 in Schmallenberg geboren. Seine Vorfahren waren der Notar, Stadtschreiber und Schmallenberger Bürgermeister Peter Quincken und der Notar und Schmallenberger Stadtschreiber Eberhard Quincken. Nachdem er die Profess im Jahre 1656 im Kloster Grafschaft abgelegt hatte, wurde er am 20. Dezember 1664 zum Priester geweiht. 18 Jahre später, am 9. Juni 1682, erfolgte seine Wahl zum Abt des Klosters. Emericus Quincken wurde der Nachfolger von Abt Godfried Richardi. Zuvor war er über neun Jahre Pfarrer.
Innerhalb der in der Bursfelder Kongregation zusammengeschlossenen Benediktinerabteien hatte Abt Emericus Quincken einen großen Einfluss. Ferner besaß er auch bei den Kurfürsten Max Heinrich und Josef Clemens ein hohes Ansehen. Quincken wurde mehrere Male vom Generalkapital zum Visitator anderer Klöster bestellt. Er inspizierte unter anderem die Klöster Aegidii, Groß Ammensleben, Brenkhausen, Corvey, Hermensleben, Hildesheim, Huysburg, Ringelheim, Überwasser und Vinnenberg.
Im Rahmen einer Visitation im Kloster Corvey, die Quincken mit dem Abt Nikolaus von Zitzewitz vom Kloster Huysburg durchführte, kam es zu Streitigkeiten zwischen dem Fürstabt Christopher und den eingesetzten Kapitulatoren. Diese verlangten bei der Kontrolle die Aufgabe des unsteten Lebenswandels, den Abriss eines aufwendigen Klostergebäudes, eines Lustgartens und eines zum Kloster gehörenden Weinbergs. Als der Fürstabt sich weigerte, holte Quincken nach Beratung mit dem Kapitalhaus aus Höxter das dort befindliche Militär und ließ den Weinberg und den Söller zerstören. Mit dieser Maßnahme schuf er sich Bewunderung bei den benachbarten Diözesen und erhielt den Beifall der Kapitulatoren.
Der Corveyer Fürstenstab schob vermutlich im Jahre 1687 zum Ärger von Emericus Quincken die Erfüllung des Visitationsprotokolls hinaus. Im Jahre 1690 war dies Gegenstand einer Anhörung beim Jahreskapitel in Deutz. Die Kongregation wählte Quincken in dieser Sitzung erstmals zum Mitpräsidenten und Definitor. Quincken wurde in den Jahren 1696 und 1706 noch zweimal zum Definitor gewählt und vermutlich im Jahre 1700 ein zweites Mal zum Mitpräsidenten.
Der Abt war auch im heimischen Bereich nicht untätig. Wahrscheinlich im Jahre 1694 übernahm er erneut die Verwaltung der Pfarrei Brunskappel. Auf seine Veranlassung entstand 1697 mit der Monumenta monasterii Graffschafftensis die Chronik des Klosters Grafschaft. Emericus Quincken starb am 18. September 1707. Er wurde im Chor der Klosterkirche bestattet. Im zeitgenössischen Verzeichnis der Äbte und Mönche hieß es: „Er war ein hoch gepriesener Abt und wurde von den Regierenden und Fürsten hochgeachtet und verehrt.“